# Jaranguda
Jaranguda is een bestuurslaag in het regentschap Karo van de provincie Noord-Sumatra, Indonesië. Jaranguda telt 2337 inwoners (volkstelling 2010).